# 9. dan Aikikai
9. dan Aikikai je aikido hodnost, která je v aikidu druhá nejvyšší (hned po desátém danu).

## Držitelé
V současnosti existuje pouze 9 devátých danů a všichni trénovali pod zakladatelem aikida Moriheim Uešibou Ó-senseiem:
1. Hiroši Tada[2][3][1]
2. Bansen Tanaka[4][5][1]
3. Ikkusai Iwata[6][7][1]
4. Gozo Šioda[8][9][1]
5. Kanšu Sunadomari[10][11][1]
6. Morihiro Saito[12][13][1]
7. Sadateru Arikawa[14][15][1]
8. Seigo Jamaguči[16][17][1]
9. Šigenobu Okumura[18][1]
10. Šigeho Tanaka[19][1]
11. Aritoši Murašige[20][1]

## O hodnosti
V začátcích aikido (když už byl přijat systém kyu a dan) bylo možné získat maximálně sedmý dan. Brzy byl zaveden osmý dan, který získal Kendži Tomiki sensei a Cutomu Jukawa  sensei (muž zakladatelovy neteře). Po nějaké době ale Ó-sensei uznal, že Koiči Tohei převyšuje ostatní, a tak ho chtěl ocenit vyšší třídou. Proto tedy zavedl devátý dan. Ten poté Uešiba dal i dalším, ale uvědomil si, že Tohei je pořád výše, a tak chtěl udělit Toheiovi desátý dan, který Tohei odmítl s odůvodněním, že by to takhle mohlo jít do nekonečna. Když ho ale Ó-sensei poprosil podruhé, tak jej přijal, jelikož by bylo nezdvořilé nechat Ó-senseie takto prosit.